# Кориатовичи
Кориатовичи (пол. Koryatowicz) — княжеский род великого княжества Литовского в 1-й половине XIV — начале XV века, происходивший от Михайло-Корията Гедиминовича, князя новогрудского и волковысского.
Относительно количества сыновей Михаила-Кориата высказывались различные версии, в основном польскими историками, которые подробнейшим образом исследовали эту династию. Письменные источники более или менее уверенно называют Юрия, Александра, Константина, Фёдора и Василия. Ю. Вольф добавил к ним Льва, а Ю. Пузына — ещё четырёх: Семёна Свислочського, Айкшу, Дмитрия, которого отождествил с известным московским воеводой Дмитрием Боброк-Волынским и Глеба (Льва). О. Халецкий причислил к Кориатовичам Бориса. Согласно новейшим выводам Я. Тенговського, у Кориата было семь сыновей и одна дочь — Анастасия, выданная замуж около 1370 года за молдавского господаря Романа I.
В середине 1340-х годов старшие из братьев Кориатовичей утвердились на северо-западных окраинах ордынского Подолья, в 1-й половине 1360-х годов они вместе с другими братьями, лишёнными к тому времени Ольгердом и Кейстутом отцовского наследства, основали Подольское княжество, которое просуществовало до 1394 года.

## Описание герба
Красный щит пересечён. В верхнем поле скачущий всадник (Погоня), в нижнем: фигура вроде латинской буквы «игрек» (Y), перекрещенная в середине, а основанием своим упирающаяся в скобу с загнутыми концами; справа от этой эмблемы помещается шестиугольная звезда, а слева полумесяц (Курч).
Щит увенчан княжескими шлемом и короной. Нашлемник: три страусовых пера. Намет на щите красный, подложенный серебром.

## Ветви
- Чарторыйские — существующие по сей день потомки Кориата или Ольгерда.
- Буремские — угасли в 1610 году.
- Курцевичи — происхождение от Кориатовичей спорно, предположительно не угасли.